# Bhedihari
Bhedihari (en népalais : भेडिहारी) est un comité de développement villageois du Népal situé dans le district de Parsa. Au recensement de 2011, il comptait 5 772 habitants.